# (6107) Osterbrock
(6107) Osterbrock ist ein Asteroid des inneren Hauptgürtels, der am 14. Januar 1948 vom US-amerikanischen Astronomen Carl Alvar Wirtanen am Lick-Observatorium (IAU-Code 662) auf dem Gipfel des Mount Hamilton, nahe der Stadt San Jose in Kalifornien entdeckt wurde.
Der Asteroid wurde am 28. August 1996 nach dem US-amerikanischen Astrophysiker Donald Edward Osterbrock (1924–2007) benannt, der von 1973 bis 1981 das Lick-Observatorium leitete.